# Slavnikovići
Slavnikovići ili Slavnikovci (češ. Slavníkovci) je bila u povijesti Češke značajna plemićka obitelji koja je postojala sve dok nije istrijebljena u međučeškim dinastijskim ratovima u 10. stoljeću. Ime potječe od bjelohrvatskog kneza Slavnika. 
Iz te loze su potekli Sveti Vojtjeh i Sveti Radim Gaudencije.
Pokolj obitelji Slavníkovca dana 28. rujna 995. u mjestu Libice smatra se jednom od glavnih epizoda u povijesti ranosrednjovjekovne češke države. Još uvijek je jedan od događaja u češkoj povijesti o kojima raspravljaju znanstvenici.

## Povezano
- Bijela Hrvatska
- Bijeli Hrvati